# Resolució 2206 del Consell de Seguretat de les Nacions Unides
La Resolució 2206 del Consell de Seguretat de les Nacions Unides fou adoptada per unanimitat el 3 de març de 2015. El Consell va preparar les sancions que s'imposarien si les negociacions entre el govern del Sudan del Sud i els rebels fracassaven.

## Contingut
Amb la mediació de l'Autoritat Intergovernamental pel Desenvolupament (IGAD) es va acordar un cessament d'hostilitats el 23 de gener de 2014 de cessar, i que l'1 de febrer de 2015 es formés un govern transitori d'unitat nacional. Els caps d'estat i de govern de l'IGAD i del Consell de Seguretat i Pau de la Unió Africana també van indicar que volien imposar sancions contra les parts que no complissin els acords.
El 10 de juny de 2014 es va anunciar la formació d'un govern en un termini de seixanta dies. El govern sud-sudanès i el Moviment d'Alliberament del Poble Sudanès (SPLM) ja estaven condemnats perquè no havien arribat a un acord. El 25 d'agost de 2014, l'IGAD va lamentar les nombroses violacions dels acords i va demanar que es formés el govern de transició en un termini de 45 dies.
El 12 de gener de 2015, es va acordar un pla de cinc punts sota la mediació xinesa, segons el qual les parts:
- Es comprometien amb l'execució de tots els acords signats,
- Intensificaven les negociacions per a un govern de transició,
- Prendrien mesures concretes per pal·liar la crisi humanitària,
- Assegurarien la seguretat del personal i equipament estranger,
- Participarien activament en les negociacions de l'IGAD.

El 21 de gener de 2015,amb mediació de Tanzània es va aconseguir l'Acord sobre la reunificació amb el SPLM. En la ruptura política del SPLM es trobava la base de la guerra civil.
Segons un informe de la UNMISS de 8 de maig de 2014, els governs i els rebels cometien crims contra la humanitat i crims de guerra, incloent assassinats, violacions, altres violències sexuals, desaparicions i detencions arbitràries. També utilitzaven els mitjans per distribuir missatges d'odi a un determinat grup ètnic. La impunitat havia d'acabar ràpidament i els autors haurien de ser jutjats.
El Consell de Seguretat imposaria prohibició de viatge i congelació de fons a persones i organitzacions específiques. Aquestes sancions s'aplicarien als qui:
- Tractessin de demorar o entorpir les converses de pau.
- S'oposessin al procés polític a Sudan del Sud.
- Planifiquessin o executessin violacions dels drets humans
- Ataquessin civils
- Utilitzessin nens soldat
- Ataquessin el personal de les missions humanitàries

També es va establir una comissió per supervisar l'aplicació de les sancions i mantenir la llista de persones i organitzacions. També es va crear un panell amb cinc experts per ajudar al comitè.